# Ленке Янчо-Кіш
Ленке Янчо-Кіш (угор. Lenke Jacsó-Kiss, 8 жовтня 1951) — угорська баскетболістка.
Учасниця Олімпійських Ігор 1980 року.